# 網走五郎
網走 五郎（あばしり ごろう、本名：渡辺 尚武（わたなべ なおたけ）、1944年9月10日 - ）は、日本の元俳優、ボクシングトレーナー。北海道出身。
北方領土まで自力で泳ぎ着くパフォーマンスをした事で知られる。

## 抗議活動
網走五郎の特筆性はソ連（現・ロシア）が実効支配している北方領土へ泳いで渡り、ソ連政府に北方領土返還の抗議文を手渡したことである。抗議文の内容は以下の通り。
貝殻島へ向かって泳ぎ、座礁船で休息中にソ連の警備艇に連行された。

## 略歴
- 1963年 - 札幌西高等学校卒業後、酪農学園大学に入学したが一年で中退。その後東京教育大学を受けるが2度不合格。進学を諦めてプロボクサーになるため上京し、協栄ジムに入門した。しかし、視力が悪かったため、プロになるための資格を満たせずにこれも断念した。
- 1969年1月6日 - 天井桟敷に入団、主催の寺山修司から「網走五郎」の芸名を名付けられる。
- 1977年7月27日 – 北方領土返還を訴えて、自力で泳ぐ[3][2]。途中で海上保安庁の巡視船に捕捉されるも、中間ラインを突破し、貝殻島に着く。間もなくソ連の国境警備隊に逮捕され、ユジノサハリンスクに連行・留置される。
- 1977年12月13日 – ソ連当局より日本側に身柄を引き渡される[4][5]。帰国後出入国管理令違反容疑で書類送検された。
- 1980年7月20日 - 尖閣列島の魚釣島へ手漕ぎボートで渡り、同地で1ヶ月ほど生活をする[6]。
- 1983年4月1日 - 沖縄県護国神社入社、同時にボクシングトレーナーとして働き始める。2010年3月31日定年退職。

## ボクシングとの関わり
大学中退後、プロボクサーを目指して協栄ボクシングジムに入ったが裸眼視力が悪かったためプロテストの受験ができなかった。
在職中から護国神社と同じ敷地内にある奥武山ボクシング会館で青少年にボクシング指導を無報酬で行い続けている。

## 著書
- 北方領土まで泳いだ男 （自費出版 1979年）
- 網走五郎伝 （河出書房新社 2004年)
- 網走五郎・神社物語 (アマゾン電子書籍 2017年)

## 出演作品
- 時代はサーカスの象にのって (1969年)
- イエス (1969年)
- 犬神 (1969年)
- オデッセイ69 (1969年)
- ドキュメンタリー刺青 (1969年）
- 書を捨てよ町へ出よう(1969年)
- ガリガリ博士の犯罪 (1970年)
- ブラブラ男爵 (1970年)
- 東京零年(1970年)
- 人力飛行機ソロモン (1970年)
- 力石徹告別式 (1970年)
- トマトケチャップ皇帝 (1971年)